# Eltroplectris assumpcaoana
Eltroplectris assumpcaoana là một loài thực vật có hoa trong họ Lan. Loài này được Campacci & Kautsky mô tả khoa học đầu tiên năm 1999.